# Optare Versa
De Optare Versa is een low entry-midibus, geproduceerd door de Britse busfabrikant Optare. De in- en uitstap is verlaagd, waardoor er geen treden nodig zijn. Het gedeelte tussen de voor- en achterdeur ligt op dezelfde hoogte. De zetels achter de uitstapdeuren staan wel op een verhoging, bereikbaar met een trapje. De première vond plaats op 7 november 2006, op de Euro Bus Expo op NEC in Birmingham. Op 7 november 2006, de dag van de première plaatste Stagecoach een order van 25 bussen. In november 2012 werd een nieuwe versie van de Versa voorgesteld, een 11,7 meterversie.. Sinds maart 2013 zijn er ook elektrische versies van de Versa beschikbaar. In juni 2013 kwamen zes speciaal ontworpen 12,1 m bussen in dienst bij Newbury & District.

## Omschrijving
Optare heeft de Versa ontworpen om de gat op te vullen in hun arrangement tussen de standaardmodel Tempo en de kleinere Solo minibus. Sommige vervoerders vonden de wielbasis van de langste versie van de Solo te lang was, waardoor manoeuvreren moeilijker ging. Dit resulteerde erin dat de vooras achter de voorste passagiersdeur kwam te liggen.
De Versa, waarvan de vooras ook achter de voorste passagiersdeur ligt, heeft een redelijk kleinere wielbasis van 4 430 mm, 5 130 mm of 5 820 mm (afhankelijk van de lengte).
Het ontwerp van de Versa is typisch voor Optare, met een vloeiende daklijn, grote glasoppervlakken en nog enkele elementen van de Solo, maar dan in een moderner jasje.
De Optare Versa kwam eind 2007 beschikbaar en de eerste bussen waren in oktober 2007 geleverd aan Arriva Shires & Essex, Arriva Midlands en Stagecoach Western.

## Technische specificaties

### Dieselbussen
|                        | V970                                                                                            | V1040                                                                                           | V1100                                                                                           | V1170                                                                                           |
| ---------------------- | ----------------------------------------------------------------------------------------------- | ----------------------------------------------------------------------------------------------- | ----------------------------------------------------------------------------------------------- | ----------------------------------------------------------------------------------------------- |
| Lengte*                | 9 445 / 9 695 mm                                                                                | 10 145 / 10 395 mm                                                                              | 10 835 / 11 085 mm                                                                              | 11 535 / 11 785 mm                                                                              |
| Breedte                | 2 500 mm                                                                                        | 2 500 mm                                                                                        | 2 500 mm                                                                                        | 2 500 mm                                                                                        |
| Hoogte (excl. dakunit) | 2 836 mm                                                                                        | 2 836 mm                                                                                        | 2 836 mm                                                                                        | 2 836 mm                                                                                        |
| Instaphoogte           | 318 mm (normaal) / 245 mm (geknield)                                                            | 318 mm (normaal) / 245 mm (geknield)                                                            | 318 mm (normaal) / 245 mm (geknield)                                                            | 318 mm (normaal) / 245 mm (geknield)                                                            |
| Wielbasis              | 4 430 mm                                                                                        | 5 130 mm                                                                                        | 5 820 mm                                                                                        | 6 520 mm                                                                                        |
| Vooroverbouw           | 2 695 mm                                                                                        | 2 695 mm                                                                                        | 2 695 mm                                                                                        | 2 695 mm                                                                                        |
| Achteroverbouw*        | 2 320 / 2 570 mm                                                                                | 2 320 / 2 570 mm                                                                                | 2 320 / 2 570 mm                                                                                | 2 320 / 2 570 mm                                                                                |
| Draaicirkel            | 6 966 mm                                                                                        | 8 044 mm                                                                                        | 9 106 mm                                                                                        | 10 160 mm                                                                                       |
| Zitplaatsen**          | 32                                                                                              | 36                                                                                              | 40                                                                                              | 44                                                                                              |
| Staanplaatsen**        | 21                                                                                              | 21                                                                                              | 23                                                                                              | 23                                                                                              |
| Motor                  | 4 cil. Mercedes-Benz OM906LA of 6 cil. MAN D0836LOH65 (optie) of 6 cil. Cummins ISBe            | 4 cil. Mercedes-Benz OM906LA of 6 cil. MAN D0836LOH65 (optie) of 6 cil. Cummins ISBe            | 4 cil. Mercedes-Benz OM906LA of 6 cil. MAN D0836LOH65 (optie) of 6 cil. Cummins ISBe            | 4 cil. Mercedes-Benz OM906LA of 6 cil. MAN D0836LOH65 (optie) of 6 cil. Cummins ISBe            |
| Emissie                | EEV Euro 4 / 5 (SCR) (standaard) EEV Euro 4 / 5 (EGR) (optie)                                   | EEV Euro 4 / 5 (SCR) (standaard) EEV Euro 4 / 5 (EGR) (optie)                                   | EEV Euro 4 / 5 (SCR) (standaard) EEV Euro 4 / 5 (EGR) (optie)                                   | EEV Euro 4 / 5 (SCR) (standaard) EEV Euro 4 / 5 (EGR) (optie)                                   |
| Vermogen               | 154 pk (115 kW) / 201 pk (150 kW)                                                               | 154 pk (115 kW) / 201 pk (150 kW)                                                               | 154 pk (115 kW) / 201 pk (150 kW)                                                               | 154 pk (115 kW) / 201 pk (150 kW)                                                               |
| Opmerkingen            | * = Er komt 250 mm bij als er een Cummins motor wordt gebruikt ** = Afhankelijk van de indeling | * = Er komt 250 mm bij als er een Cummins motor wordt gebruikt ** = Afhankelijk van de indeling | * = Er komt 250 mm bij als er een Cummins motor wordt gebruikt ** = Afhankelijk van de indeling | * = Er komt 250 mm bij als er een Cummins motor wordt gebruikt ** = Afhankelijk van de indeling |

### Hybride bussen
|                        | V970-H                               | V1040-H                              | V1100-H                              | V1170-H                              |
| ---------------------- | ------------------------------------ | ------------------------------------ | ------------------------------------ | ------------------------------------ |
| Lengte                 | 9 695 mm                             | 10 395 mm                            | 11 085 mm                            | 11 785 mm                            |
| Breedte                | 2 500 mm                             | 2 500 mm                             | 2 500 mm                             | 2 500 mm                             |
| Hoogte (excl. dakunit) | 2 134 mm                             | 2 134 mm                             | 2 134 mm                             | 2 134 mm                             |
| Instaphoogte           | 318 mm (normaal) / 245 mm (geknield) | 318 mm (normaal) / 245 mm (geknield) | 318 mm (normaal) / 245 mm (geknield) | 318 mm (normaal) / 245 mm (geknield) |
| Wielbasis              | 4 430 mm                             | 5 130 mm                             | 5 820 mm                             | 6 520 mm                             |
| Vooroverbouw           | 2 695 mm                             | 2 695 mm                             | 2 695 mm                             | 2 695 mm                             |
| Achteroverbouw         | 2 570 mm                             | 2 570 mm                             | 2 570 mm                             | 2 570 mm                             |
| Draaicirkel            | 6 966 mm                             | 8 044 mm                             | 9 106 mm                             | 10 160 mm                            |
| Zitplaatsen*           | 32                                   | 36                                   | 40                                   | 44                                   |
| Staanplaatsen*         | 21                                   | 21                                   | 23                                   | 23                                   |
| Motor                  | 4 cil. Mercedes-Benz OM906LA         | 4 cil. Mercedes-Benz OM906LA         | 4 cil. Mercedes-Benz OM906LA         | 4 cil. Mercedes-Benz OM906LA         |
| Emissie                | EEV Euro 5 (SCR)                     | EEV Euro 5 (SCR)                     | EEV Euro 5 (SCR)                     | EEV Euro 5 (SCR)                     |
| Vermogen               | 154 pk (130 kW)                      | 154 pk (130 kW)                      | 154 pk (130 kW)                      | 154 pk (130 kW)                      |
| Generator              | Siemens (118 kW)                     | Siemens (118 kW)                     | Siemens (118 kW)                     | Siemens (118 kW)                     |
| Opmerkingen            | * = Afhankelijk van de indeling      | * = Afhankelijk van de indeling      | * = Afhankelijk van de indeling      | * = Afhankelijk van de indeling      |

### Elektrische bussen
|                        | V970-EV                              | V1040-EV                             | V1100-EV                             | V1170-EV                             |
| ---------------------- | ------------------------------------ | ------------------------------------ | ------------------------------------ | ------------------------------------ |
| Lengte                 | 9 695 mm                             | 10 395 mm                            | 11 085 mm                            | 11 785 mm                            |
| Breedte                | 2 500 mm                             | 2 500 mm                             | 2 500 mm                             | 2 500 mm                             |
| Hoogte (excl. dakunit) | 2 836 mm                             | 2 836 mm                             | 2 836 mm                             | 2 836 mm                             |
| Instaphoogte           | 318 mm (normaal) / 245 mm (geknield) | 318 mm (normaal) / 245 mm (geknield) | 318 mm (normaal) / 245 mm (geknield) | 318 mm (normaal) / 245 mm (geknield) |
| Wielbasis              | 4 430 mm                             | 5 130 mm                             | 5 820 mm                             | 6 520 mm                             |
| Vooroverbouw           | 2 695 mm                             | 2 695 mm                             | 2 695 mm                             | 2 695 mm                             |
| Achteroverbouw         | 2 570 mm                             | 2 570 mm                             | 2 570 mm                             | 2 570 mm                             |
| Draaicirkel            | 6 966 mm                             | 8 044 mm                             | 9 106 mm                             | 10 160 mm                            |
| Zitplaatsen*           | 32                                   | 36                                   | 40                                   | 44                                   |
| Staanplaatsen*         | 21                                   | 21                                   | 23                                   | 23                                   |
| Motor                  | Magtec P144 “Zero emission” electric | Magtec P144 “Zero emission” electric | Magtec P144 “Zero emission” electric | Magtec P144 “Zero emission” electric |
| Vermogen               | 150 kW                               | 150 kW                               | 150 kW                               | 150 kW                               |
| Opmerkingen            | * = Afhankelijk van de indeling      | * = Afhankelijk van de indeling      | * = Afhankelijk van de indeling      | * = Afhankelijk van de indeling      |

## Inzet
De meeste Versas komen voor in Groot-Brittannië.
De Optare Versa kwam eind 2007 beschikbaar en de eerste bussen waren in oktober 2007 geleverd aan Arriva Shires & Essex, Arriva Midlands en Stagecoach Western.
Transdev heeft 25 Versas in dienst in East Lancashire bij Blazefield Group. Zes bussen rijden in de stijl van Lancashire United en negentien in de stijl van Burnley & Pendle. Een volgende bestelling, van Transdev, van elf bussen kwam toen Transdev Yellow Buses in oktober 2008 opgericht werd. In augustus 2008 bestelde Transdev London United negentien Versas om dienst te doen op de stadsdienst van Londen. Deze bussen zijn gebouwd volgens de specificaties van Transport for London.
In juni 2009 bestelde Go North East 16 gloednieuwe Versas, de eerste bestelling in de Go-Ahead Group. In 2009 kwamen ook meer exemplaren in dienst bij Arriva en East London.
In 2010 werden acht Versas geleverd aan Thamesdown Transport uit Swindon. In 2010 bestelde Go North East negen Versas om dienst te doen op de lijnen Q1 en Q2 van Quaylink.
Greater Manchester PTE (nu bekend als Transport for Greater Manchester) maakte een bestelling van 68 hybride Versas, waarvan enkele bedient werden door First Manchester sinds 2010 om de Optare Solos te vervangen op de Metroshuttlelijn.
| Bedrijf                   | Aantal        | Type          | Serie                     | Inzet                                         | Opmerking                                                                                      |
| Nieuw-Zeeland             | Nieuw-Zeeland | Nieuw-Zeeland | Nieuw-Zeeland             | Nieuw-Zeeland                                 | Nieuw-Zeeland                                                                                  |
| ------------------------- | ------------- | ------------- | ------------------------- | --------------------------------------------- | ---------------------------------------------------------------------------------------------- |
| Reesby Buses              | 2             | V1100         | ??                        | ??                                            |                                                                                                |
| Reesby Buses              | 1             | V1170         | ??                        | ??                                            |                                                                                                |
| Verenigd Koninkrijk       |               |               |                           |                                               |                                                                                                |
| Anglian Bus               | 2             | ??            | 412. ??                   |                                               |                                                                                                |
| Arriva Buses Wales        | 2             | ??            | ??                        | Noord Wales                                   |                                                                                                |
| Arriva Midlands           | ??            | ??            | 2992 - 2995, ??           | ??                                            |                                                                                                |
| Arriva Shires & Essex     | ??            | ??            | 2401, 5118                | Essex                                         |                                                                                                |
| Blazefield Group          | 25            | ??            | ??                        | East Lancashire                               | Zes rijden in de stijl van Lancashire United Negentien rijden in de stijl van Burnley & Pendle |
| First Cymru               | 9             | V1100         | ??                        | Zuid Wales                                    |                                                                                                |
| First Cymru               | 9             | V1170         | ??                        | Zuid Wales                                    |                                                                                                |
| First Manchester          | 68            | ??            | ??                        | Manchester                                    | Hybride bussen                                                                                 |
| GHA Coaches               | 2             | ??            | ??                        | Noordoost Wales                               |                                                                                                |
| Go North East             | 7             | ??            | 36, 42, 53, 54, 60 Q1, Q2 | North East England                            |                                                                                                |
| Go North East             | 16            | ??            | ??                        | ??                                            |                                                                                                |
| Lloyds coaches            | 1             | V1100         | ??                        | Midden Wales                                  |                                                                                                |
| Lloyds coaches            | 1             | V1170         | ??                        | Midden Wales                                  |                                                                                                |
| Network Warrington        | 6             | V1100         | ??                        | Warrington                                    |                                                                                                |
| Newbury & District        | 1             | V1170         | ??                        | Lijn 4 Newbury - Lambourn                     |                                                                                                |
| Newbury & District        | 6             | V1210         | ??                        | Newbury                                       | Speciaal ontworpen voor als schoolbus en zijn voorzien van gordels.                            |
| Norfolk Green             | 4             | V1100         | 501 - 504                 | Regio Norfolk, Cambridgeshire en Lincolnshire |                                                                                                |
| Nottingham City Transport | 20            | ??            | 307 - 326                 | Nottingham                                    |                                                                                                |
| Padarn Bus                | 1             | ??            | ??                        | Noord Wales                                   |                                                                                                |
| Perryman’s Buses          | 12            | V1170         | ??                        | Scottish Borders                              |                                                                                                |
| South West Coaches        | 1             | ??            | ??                        | Regio Somerset, Dorset en Wiltshire           |                                                                                                |
| TfGM                      | 3             | V970-EV       | ??                        | Manchester / Greater Manchester               |                                                                                                |
| TfGM                      | 13            | V1170-H       | ??                        | Manchester / Greater Manchester               | Schoolbussen                                                                                   |
| Thamesdown Transport      | 8             | ??            | ??                        | Swindon                                       |                                                                                                |
| TM Travel                 | 2             | ??            | ??                        | Regio South Yorkshire en Derbyshire           |                                                                                                |
| Transdev Yellow Buses     | 11            | ??            | 18 - 28                   | Bournemouth                                   |                                                                                                |
| Transdev York             | 6             | V1100         | 271 - 276                 | York                                          |                                                                                                |
| Webberbus                 | 11            | ??            | ??                        | Somerset                                      |                                                                                                |
| Yorkshire Coastliner      | 6             | V1110         | 271 - 276                 | Yorkshire                                     |                                                                                                |